# Сін (Скандинавська міфологія)
Сін — асиня (богиня) в скандинавів та германців.

## Вплив на життя людей
Охораняє будинки людей від злодіїв, тобто відповідає за безпеку будинку та господарства.

## Місце в Асґарді
В Сін немає чоловіка й вона не є чиєю-небудь матір'ю. Це другорядна богиня в легендах, але їй поклонялися для того, аби отримати від неї захист.